# Banásura
En el marco de la mitología hinduista, Baná (también llamado Banásura) es un asura, hijo del rey Balí. Banásura era un demonio poderoso y terrible. Tenía mil brazos. Todas las personas le tenían miedo, incluso los reyes humanos y los devas (dioses) del cielo. Baná era adorador del dios Shivá.
Banásura tenía su capital en Sonitpur (actual Tezpur), a orillas del río Brahmaputra, en la región de la actual Assam, en el estado de Uttar Pradesh.

## Nombre sánscrito
- bāṇāsura, en el sistema AITS (alfabeto internacional para la transliteración del sánscrito).[1]
- बाणासुर, en escritura devanagari del sánscrito.[1]
- Pronunciación:
  - /baanásura/ en sánscrito[1] o bien
  - /banasúr/ en varios idiomas modernos de la India (como el bengalí, el hindí, el maratí o el palí).
- Etimología: ‘el demonio Flecha’.[1]
  - bāṇá: ‘flecha’;
  - ásura: demonio, enemigo de los sura (los devas).

## Genealogía de Banásura
La genealogía de Banásura es la siguiente:
- El hijo del dios Brahmá es Marichi
- El hijo de Marichi es Kashiapa
- El hijo de Kashiapa es Jirania Kashipú (y Jirania Aksha).
- El hijo menor de Jirania Kashipú es Prajlada
- El hijo de Prahlada es Viróchana
- El hijo de Viróchana es Balí
- El hijo de Balí es Banásura.

La esposa de Banásura se llamaba Kandala.

## Leyendas sobre Banásura

### El rey invencible
Baná era el mayor de los cien hijos de Balí Majarás. Era un ferviente devoto del dios Shivá, utilizaba sus mil brazos para tocar el tambor mridanga cuando Shivá realizaba la danza tandava. Shivá le ofreció a Banásura una bendición y este le pidió que fuera su protector. De esta manera, Banásura se convirtió en invencible. A medida que pasó el tiempo, Banásura se convirtió en cruel y arrogante.
Él aconsejó a su amigo asura Yarásandha que casara a sus hijas Asti y Prapti con el heredero aparente del reino de Mathurá, Kamsa, y que le prestara su ejército y lo ayudara a perpetrar un golpe de Estado en Mathura y tomar el poder. Unos 20 años después, el pastor Krisná aprovechó una competencia de artes marciales que había convocado el rey Kamsa y lo mató delante de los espectadores, usurpando el trono.
El poderoso asura Baná gobernaba un gran reino, cuya capital se llamaba Bundel Khand ―hoy Banpur (en el estado de Uttar Pradesh―. Su influencia era tan fuerte y feroz que incluso todos los reyes y algunos de los dioses se estremecían ante su fuerza.

### Adoración a las shiva-lingam.
A orillas del río Narmadá, en el Banásura Ghat (llamado en la actualidad Bhera Ghat), Banásura adoró millones de lingas de piedra (un objeto de uso devocional que simboliza al dios Shiva y es venerado como un emblema del poder generativo). En templos de toda la India se adoran lingas (Linghams) de piedra provenientes de este sitio, esto se debe a que los hinduistas creen que produce shiva-lingams automanifestados (suaiambhú).
Banásura adoró a Shivá durante años y finalmente este le ofreció nuevamente una bendición a cambio. Banásura le pidió a Shivá que le hiciera encontrar un digno oponente en el combate. Harto de su violencia, Shivá le dijo de manera despreciativa que sería derrotado por el dios Krisná. El demonio se llenó de miedo, y esperó su destino con impaciencia.

### Ushá, la hija encerrada
La hija de Baná, Ushá, era una gran devota del dios Shivá, como su padre. Ella adoraba el shivalinga (‘falo de Shivá’) en el río Yamdhar, en la localidad actualmente conocida como Kundeshwar.
Como muchos jóvenes pretendientes venían a pedirle la mano de su hija Ushá, él la encerró en una fortaleza llamada Agnigarh (el fuerte del dios del fuego Agní). Una noche, Ushá soñó con un hombre muy joven y se enamoró de él. Su amiga Chitralekha ―hija de Kumbhanda, el primer ministro de Banásura― era una talentosa artista, así que ayudó a Ushá a crear un retrato (identikit) para reconocer al joven que había conocido en su sueño. Ushá había soñado con Aniruddha, el nieto del rey Krisná, que vivía en la lejana Duarká, la ciudad-isla de Krisná. Chitralekha, mediante sus poderes sobrenaturales, secuestró a Aniruddha (que vivía en el palacio de Krisná) y lo llevó hasta la habitación de Ushá, en Agnigarh. En Duarká no volvieron a saber de él.

### El secuestro de Anirudha
Cuando pasó el chatur-masia (los ‘cuatro meses’ de la temporada de lluvias) y todavía Aniruddha no habían regresado a su hogar, todos los miembros de la familia Iadu se perturbaron mucho. No podían entender cómo había desaparecido el muchacho. Afortunadamente, un día llegó el sabio volador Nárada e informó a la familia sobre la desaparición de Aniruddha del palacio. Explicó que Aniruddha había sido llevado a la ciudad de Sonitapura, la capital de Banásura, que Anirudha se había casado con Ushá en el templo de Okhimath (actualmente conocido como el Ushá-Anirudha Mandir).
También les explicó que Aniruddha había derrotado él solo a los soldados de Baná, pero que el astuto Baná lo arrestó mediante el lazo mágico naga-pasha (‘soga de los nagás’). Los miembros de la dinastía Iadu, todos los cuales sentían un gran afecto hacia Krisná, se prepararon para atacar la ciudad de Sonitapura. Prácticamente todos los líderes de la familia, incluyendo Pradiumna, Sátiaki, Gada, Samba, Sarana, Nanda, Upananda y Bhadra, reunieron dieciocho divisiones militares aksauhini en falanges. Luego todos viajaron hasta Sonitapura y la rodearon con soldados, elefantes, caballos y carros. Krisná vino hasta Sonitpur para vencer a Banásura y rescatar a su nieto Aniruddha.

### La guerra entre Banásura y Krisná
Banásura escuchó que los soldados de la dinastía Iadu estaban atacando a toda la ciudad, derribando varias murallas, puertas y jardines cercanos. Muy enojado, ordenó a sus soldados que fueran a enfrentarlos. Shivá fue tan amable con Banásura que accedió a fungir como comandante en jefe de la fuerza militar, con la asistencia de sus heroicos hijos Kartikeia (Skanda, el dios de la guerra) y Ganapati (el hombre elefante). Sentado en su toro favorito, Nandísvara, el Señor Shivá encabezó la lucha contra Krisná y Balarama. Shivá luchó directamente con Krisná, Pradiumna con Kartikeia, y Balarama con Kumbhanda ―el comandante en jefe de Banásura―, quien fue asistido por Kupakarna. Samba, el hijo de Krisná, luchó contra el hijo de Banásura. Banásura luchó contra Sátiaki, el comandante en jefe de la dinastía Yadu. De este modo se libró la batalla.
Las noticias de la guerra se extendieron por todo el universo. Desde los planetas superiores, semidioses como el dios Brahmá, junto con los grandes sabios y personas santas, los siddhas, los charanas y los gandharvas, se cernían sobre el campo de batalla en sus aviones, todos muy curiosos por ver la lucha entre Shivá, Krisná y sus asistentes. Shivá es llamado Bhuta-Nath (‘el señor de los fantasmas’), por lo que era asistido por varios tipos de fantasmas poderosos y habitantes del infierno: bhutas, pretas, pramathas, gujiakas, dakinis, pishachass, kusmandas, vetalas, vinaiakas y brahma-rakshasas. (De todos los tipos de fantasmas, los brahma-raksasas son los más poderosos. Los brahmanes que se suicidan se convierten en fantasmas brahmanes caníbales).
Krisná alejó a los fantasmas lejos del campo de batalla, golpeándolos con las flechas de su célebre arco Sarnga Dhanu. Shivá entonces comenzó a liberar todas sus armas místicas. Krisná, sin ninguna dificultad, contrarrestó cada una de estas armas con contraarmas. Cuando Shivá lanzó un arma de viento, en la forma de un violento huracán en el campo de batalla, Krisná presentó el elemento opuesto: un arma de montaña que aplastó al huracán en el acto. Del mismo modo, cuando Shivá soltó su arma de fuego devastador, Krisná la contrarrestó con un arma de lluvia torrencial.

### Intervención del dios Shivá
Cuando Shivá soltó su arma personal, llamada Pásupata-sastra, Krisná inmediatamente la contrarrestó, y aprovechó la oportunidad para lanzar su arma de bostezo. Todos los enemigos empezaron a cansarse, dejaron de luchar, y comenzaron a bostezar. Shivá se sintió tan cansado que se negó a pelear más, se acostó en el suelo y comenzó a bostezar. Krisná ahora era capaz de volver su atención a los ataques del ejército de Banásura, y comenzó a matar a sus soldados con su espada y su maza. Mientras tanto, Pradiumna (el hijo de Krisná y padre de Anirudha) estaba peleando ferozmente con Kartikeia, el comandante en jefe de los dioses. Kartikeia ya estaba gravemente herido, y su cuerpo estaba sangrando profusamente. En esta condición, abandonó el campo de batalla y, sin luchar nunca más, se alejó en el lomo de su portador (un pavo real). Del mismo modo, Balarama había asestado varios golpes mortales a Kumbhanda (el comandante en jefe de Banásura), con su maza de hierro. El asistente Kupakarna también resultó herido de esta manera, y tanto él como Kumbhanda cayeron sobre el campo de batalla, el comandante en jefe fatalmente herido. Sin una guía, todos los soldados de Banásura estaban esparcidos por todo el campo.
Cuando Banásura vio que sus soldados y comandantes habían sido derrotados, su ira aumentó. Pensó que era prudente dejar de luchar con Sátiaki (el comandante en jefe de Krisná), y atacar directamente al líder principal, Krisná. Corrió hacia Krisná, atacando simultáneamente con quinientos arcos y dos mil flechas a la vez. Sin ninguna dificultad, Krisná cortó en pedazos cada uno de los arcos de Banásura, y mató a sus caballos y rompió en pedazos su carro de guerra. Después de hacer esto, Krisná hizo sonar su caracola, Pancha Yania.

### Intervención de la diosa Kotara
Banásura adoraba a la diosa Kotara como si fuera su propia madre. La madre Kotara estaba molesta de que la vida de Banásura estaba en peligro, por lo que apareció en la escena. Con el cuerpo desnudo y el pelo dispersado, se puso de pie ante Krisná. Como a Krisná no le gustaba la vista de esta mujer desnuda, volvió su rostro para evitar verla. Banásura aprovechó esta oportunidad y escapó del ataque de Krisná, abandonando el campo de batalla. Todos sus brazos estaban cortados, sus arcos estaban rotos, todas las cuerdas de sus arcos estaban cortadas, y no tenía cerca ninguna cuadriga (carro de guerra) ni ningún auriga (cochero), así que no tenía otra alternativa que regresar a su ciudad. Lo perdió todo en la batalla.

### Las armas de Shivá y de Krisná
Siendo muy acosados por las flechas de Krisná, todos los asociados de Shivá, los duendes y bhutas fantasmales, los pretas y los chatrías, abandonaron el campo de batalla. Shivá entonces tomó su último recurso. Lanzó su peor arma mortal, conocida como shivá-yuara (‘la fiebre de Shivá’), que destruye todo a temperaturas excesivas. Se dice que en el último momento de la creación, el Sol se vuelve doce veces más ardiente que lo habitual. Esta temperatura doce veces más intensa es provocada por Shivá con su arma shiváyuara. Cuando el shivá-yuara personificado fue liberado, tenía tres cabezas y tres piernas, y a medida que se acercaba a Krisná parecía que todo ardía y se convertía en cenizas. Era tan poderoso que hizo que en todas las direcciones apareciera fuego ardiente. Krisná observó que el shivá-yuara venía específicamente hacia él.
Así como hay un arma shivá-yuara, también hay un arma llamada naráian-yuara (‘la fiebre de Naráian’). El naráian-yuara está representado por el frío excesivo. Cuando hay exceso de calor, uno de alguna manera u otra lo puede tolerar, pero cuando hay exceso de frío, todo se derrumba. Según las creencias áiurveda, en el momento de la muerte, la temperatura del cuerpo de una persona aumenta hasta llegar a 107 °F, y entonces el cuerpo colapsa e inmediatamente se vuelve tan frío como el hielo. Para contrarrestar el calor abrasador del shivá-yuara, no hay ningún otro tipo de arma, excepto el naráian-yuara.
Cuando Krisná vio que Shivá había liberado el shivá-yuara, no tuvo más remedio que liberar el naráian-yuara. Krisná es el Naráiana original y el controlador del arma naráian-yuara. Cuando el naráian-yuara fue puesto en libertad, hubo una gran pelea entre los dos yuaras. Cuando el calor excesivo es contrarrestado por el frío extremo, es natural que la temperatura caliente se reduzca gradualmente, y esto es lo que ocurrió en la pelea entre shivá-yuara y naráian-yuara. Poco a poco, la temperatura del shivá-yuara disminuyó, y shivá-yuara comenzó a pedirle ayuda a Shivá, pero Shivá fue incapaz de ayudarle ante la presencia del naráian-yuara. Al no recibir ninguna ayuda de Shivá, el shivá-yuara pudo entender que no tenía más remedio que entregarse a Krisná, el propio Naráian. El dios Shivá ―el más grande de los dioses― no podía ayudarlo, qué decir de los dioses menores, y por lo tanto shivá-yuara se entregó finalmente a Krisná, inclinándose ante Él y ofreciéndole una oración para que Krisná quedara complacido y le diera protección.

### Final de la batalla
Mientras tanto, Banásura de alguna manera u otra recuperó sus brazos y, con energía renovada, volvió a pelear. Esta vez Banásura se presentó ante Krisná, que estaba sentado en su cuadriga, con diferentes tipos de armas en sus mil manos. Banásura estaba muy agitado y empezó a disparar sus diferentes armas, como torrentes de lluvia, sobre el cuerpo de Krisná. Cuando Krisná vio las armas de Banásura venir volando hacia él, como el agua que sale de un colador, tomó su afilado disco Sudarsana y empezó a cortar todos los brazos del demonio, uno tras otro, al igual que un jardinero recorta las ramas de un árbol con un cuchillo filoso. Cuando Shivá vio que su devoto Banásura no podría salvarse ni siquiera en su presencia, volvió en sí y personalmente se presentó ante Krisná y comenzó a pacificarlo al ofrecerle oraciones.
Krisná le explicó a Shivá que él no mataría a Banásura porque era el nieto de Prajlada, y él le había prometido a su devoto que nunca mataría a ningún demonio que apareciera en su familia. Le había cortado los brazos para disminuir su orgullo, pero le dejó cuatro brazos restantes. Banásura seguiría siendo prácticamente inmortal.

### Regreso de Krisná a Duarká
Cuando Banásura fue bendecido por Krisná de esta manera, se postró delante de él, tocando su cabeza en la tierra. Inmediatamente ordenó que llevaran a Aniruddha junto con su hija Ushá, sentados en un bonito carro, y los presentó ante Krisná. Después de esto, Krisná se hizo cargo de Aniruddha y de Ushá. Manteniendo adelante una división de un aksaujini, Krisná partió hacia Duarká.

## Legado
En la localidad de Lojaghat se conocen los restos de una fortaleza que las leyendas locales afirman que era de Banásura.
En la aldea Kotha de Sohanpur, en el distrito Deoria, hay un montículo que se dice que fue el fuerte de Banásur. Según las leyendas pueblerinas, en el pasado remoto se han recuperado piezas de oro y plata en un arroyuelo que fluye a través de este montículo.
Según los cuentos locales, en ese lugar se encuentra también el campo en el que el dios Krisná peleó con Banásura.
En las cercanías se encuentra la aldea de Sojagra, donde está el mayor shivalinga de toda la India. Originalmente era un lugar de culto de Banásura como un dios.
En la India, muchos chandalas (personas fuera de casta) mantienen remanentes de religiones no hinduistas, que provienen de cultos animistas. Entre ellos realizan un bastu puya (adoración a la tierra), un manasha puya (adoración a la diosa de las serpientes) y un banasura puya (adoración al dios de los ríos).

## Descendientes de Banásura
En la India, cada familia afirma ser descendiente de algún dios o demonio del Majábharata.
En los estados indios de Rayastán, Uttar Pradesh y Bundelkhand existe un gotra (clan) de yats llamado Baná, que afirman ser descendientes del rey Banásura. Su capital estaba en la ciudad de Baiana, en Bharatpur, Bagwar de Banpur, Kundeshwar (en el estado indio de Madhia Pradesh.
En Baiana hay un templo dedicado a la diosa Ushá, que fue hecho construir por la esposa del rey Raya Laksman Sen, en memoria de Ushá.
En el estado indio de Tamil Nadú se menciona que existían banas (descendientes de Baná), que junto con los pálavas, daban tributo a los reyes de la Dinastía chola.